# Godło Korei Północnej
Godłem Koreańskiej Republiki Ludowo-Demokratycznej (kor. 조선민주주의인민공화국의 국장) jest kompozycją hydroelektrowni u stóp góry Pektu i pięcioramiennej czerwonej gwiazdy, w stronę której lgną ryżowe kłosy. Napis pod elektrownią brzmi „Chosŏn Minjujuŭi Inmin Konghwaguk” („Koreańska Republika Ludowo-Demokratyczna”) w zapisie hangul. Czerwona gwiazda symbolizuje komunizm. Całe godło jest bardzo podobne do godła ZSRR i innych radzieckich republik. 
Zgodnie z wersją propagandową: „Gwiazda symbolizuje wspaniałe rewolucyjne tradycje zapoczątkowane przez Wielkiego Wodza Kim Ir Sena. Symbolizuje ona również świetlaną przyszłość jaka czeka naród koreański oraz zwycięstwo Ideologii Dżucze. Hydroelektrownia symbolizuje niezależność i nowoczesny przemysł skupiony w rękach mas robotniczych. Ryż symbolizuje socjalistyczną ekonomię, samowystarczalność i dostatek żywności”.

## Historyczne wersje godła

Godło Koreańskiej Republiki Ludowej od 1945 do 1946 roku
Wstępny projekt godła dla Zjednoczonej Korei z komunistyczną władzą - projekt godła wzorowany na Godle ZSRR (1946)
Godło KRLD (lipiec – wrzesień 1948)
Godło KRLD (1948–1993)